# Pau Roselló
Pau Roselló Van-Shoor (Amposta, 25 de febrero de 1990) es un deportista español que compite en esgrima en la modalidad de espada. Ganó una medalla de plata en el Campeonato Europeo de Esgrima de 2014, en la prueba por equipos.

## Palmarés internacional
| Campeonato Europeo | Campeonato Europeo    | Campeonato Europeo | Campeonato Europeo |
| Año                | Lugar                 | Medalla            | Prueba             |
| ------------------ | --------------------- | ------------------ | ------------------ |
| 2014               | Estrasburgo (Francia) | Medalla de plata   | Espada por equipos |